# Sh2-284
Sh2-284 est une grande nébuleuse en émission visible dans la constellation de la Licorne.
Elle est observée dans la partie centre-est de la constellation, à environ 5° au sud-est de la nébuleuse de la Rosette. Elle peut être suivie et photographiée à travers un télescope amateur de grande puissance équipé de filtres spéciaux. Situé presque à cheval sur l'équateur céleste, elle peut être observée depuis toutes les zones peuplées de la Terre avec facilité. La période la plus favorable pour son observation dans le ciel du soir est de décembre à avril.

## Caractéristiques
Il s'agit d'une grande région H II, dont la distance a longtemps été débattue : dans les années 1980, une distance d'environ 5 200 pc (∼17 000 al) a été proposée, la plaçant ainsi dans une région intermédiaire entre le bras de Persée et le bras du Cygne. En 2007, grâce à l'étude de la dynamique des bras spiraux galactiques, une distance d'environ 7 890 pc (∼25 700 al) a été attribuée au nuage, donc dans les régions ultrapériphériques de la Voie Lactée, sur le bras du Cygne, appelé aussi bras extérieur. Le centre de la nébuleuse abrite le grand amas ouvert Dolidze 25 (Do 25), en fait une association OB composée d'une géante bleue de classe spectrale O9 et de quatre étoiles de classe B plus ou moins massives, dont une sous-géante. Ces cinq étoiles, cataloguées Cl * Dolidze 25 MV 1, 9, 12, 15 et 17, sont également principalement responsables de l'ionisation des gaz Sh2-284. A, à celles-ci s'ajoutent deux autres étoiles ionisantes possibles, cataloguées HD 48691 et BD+00 1576, respectivement de classe B0.5IV et O9III, précédemment identifiées.
Les étoiles de la région sont toutes très pauvres en métaux, une caractéristique relativement courante des étoiles situées dans les régions les plus éloignées de la Voie lactée. Des phénomènes de formation stellaire sont également actifs dans le nuage, comme en témoigne la présence d'un grand nombre de sources de rayonnement infrarouge, plus d'une trentaine, coïncidant avec autant de très jeunes protoétoiles et d'étoiles pré-séquence principale. Ces sources comprennent trois masers à eau et trois masers à monoxyde de carbone (CO). Selon une étude de 2007, d'autres régions nébuleuses visibles à courte distance, telles que Sh2-283, Sh2-285 et Sh2-286, sont physiquement connectées à Sh2-284.
Sur la ligne de visée de la nébuleuse se trouve un enchevêtrement de filaments gazeux appartenant à un rémanent de supernova, catalogué comme SNR G213.0-00.6. Cet objet est au premier plan, à environ 2 400 pc (∼7 830 al) du Soleil, et ferait donc partie du bras de Persée. Les deux objets ne seraient donc pas physiquement liés.